# لارنس فورنس
لارنس فورنس (انگلیسی: Lawrence Furniss; ۰ ژانویهٔ ۱۸۵۸ – ۱ ژانویهٔ ۱۹۴۱) بازیکن فوتبال، و سرمربی (فوتبال) اهل بریتانیا بود.
از باشگاه‌هایی که در آن بازی کرده‌است می‌توان به باشگاه فوتبال منچستر سیتی اشاره کرد.